# Saitis marcusi
Saitis marcusi är en spindelart som beskrevs av Soares, Camargo 1948. Saitis marcusi ingår i släktet Saitis och familjen hoppspindlar. Inga underarter finns listade i Catalogue of Life.